# الخويرمة (موقع أثري)
الخويرمة؛ هو موقع اثري يقع بالقرب من البهيتة بالسيل ما بين الطائف ومكة غرب المملكة العربية السعودية.

## الآثار
يحوي الموقع على آبار مطوية بالحجارة وأساسات مباني على شكل حوانيت وبقايا جدران مبان أخرى بالإضافة إلى ثلاثة نقوش بالخط الحجازي يرجع تاريخها إلى القرن الأول والثاني هجري، الأول نقش باسم محمد بن شيبة بن محمد والكاتب عاصم، الثاني باسم عبدالكريم بن شيبة والكاتب عيسى، الثالث وورد بصيغة الصلاة على النبي محمد صلى الله عليه وسلم.